# 张文碧
张文碧（1910年—2008年10月4日），江西吉水人，中国人民解放军将领、中国人民解放军开国少将。
曾任中国人民解放军第27军副政委。1955年，授予中国人民解放军少将。浙江省军区司令员。